# Ekologiska partiet (Finland)
Ekologiska partiet (finska: Ekologinen puolue) var ett politiskt parti i Finland åren 1988-2003. Veltto Virtanen företrädde partiet i Finlands riksdag 1995-1999.
Partiet infördes i partiregistret 25 april 1988 som Vihreät r.p. vilket ändrades 19 augusti 1992 till Ekologinen Puolue Vihreät r.p. och 13 november 1998 till Kirjava "Puolue" – Elonkehän Puolesta – KIPU r.p., på svenska Det Eko-Brokiga Partiet r.p.. Partiet avfördes ur partiregistret 12 augusti 2003.